# رجل الأسد
كمالية مبذولة أو رِجْل الأَسَد  أو لُوف السِّبَاع أو كَمَالِيَة المُرُوج أو حَامِلَة النَّدَى أو رجل الأرنب نبات عشبي معمر من الفصيلة الوردية، اسمه العلمي Alchemilla vulgaris.

## الوصف النباتي
نبات عشبي معمر من فصيلة الورديات.الساق مبرومة ومكسوة بشعيرات دقيقة، والأوراق مسننة كالمنشار ومكونة من 7 - 9 أصابع، والأزهار صغيرة صفراء مشربة بالخضرة.ينبت في المروج والأحراج الرطبة وأطراف الأفنية وخصوصا في الجبال.

## الإنتشار
جنوب أوروبا وبلاد المغرب العربي.

## الاستعمال الطبي
المحتويات: حمض السالسليك، ومواد صابونية، وزيت طيار، وعناصر مرة، وفيتو سترولات.
الجزء المستخدم: الأجزاء الهوائية.
- يستعمل لمعالجة التهاب المهبل عند النساء؛ بحمام مقعدى من مغلى رجل الأسد بالإضافة إلى كنباث الحقول وذنب الخيل وتبن الشوفان ولحاء قشر البلوط بنسب متساوية.
- يشرب المستحلب أو المنقوع لحالات الإسهال والتهاب المعدة والأمعاء. - ويصنع منه مرهم وصبغة لعلاج الحك المهبلى عند السيدات.
- لا يستعمل أثناء الحمل لأنه منشط للرحم.
- يجب استشارة طبيب في حالات النزيف الرحمي.
رجل الاسد تخفف الوزن وذلك بشرب مغلي رجل الاسد بمعدل ملء ملعقة كبيرة حيث توضع في ملء كوب ماء مغلي وتترك لمدة عشر دقائق ثم تشرب بمعدل ثلاثة اكواب يومياً
كما يستعمل رجل الاسد أيضاً للمرأة النفساء وذلك لمنع الإفرازات المهبلية وارتخاء الرحم أو البطن.
يستعمل لعلاج الإسهال والنزيف الداخلي وارتخاء الرحم والبطن بعد الولادة والإجهاض المتكرر وتضييق المهبل أي ان رجل الأسد خاص بالأمراض النسائية ويوصف أيضاً لمعالجة السمنة والبول السكري، ويؤخذ عادة ملء ملعقة على معلقة كوب ماء مغلي ويترك لمدة عشر دقائق ثم يصفى ويشرب والمدة العلاجية أربعة اسابيع فقط، وليس هناك اضرار إذا اتبعت التعليمات وعدم تعدي الجرعة المحددة مرة واحدة في اليوم.